# عشق (مجموعه تلویزیونی)
عشق (انگلیسی: Love) یک مجموعهٔ تلویزیونی کمدی رمانتیک به تهیه‌کنندگی جاد اپتاو است. از بازیگران این مجموعه می‌توان به جیلیان جیکوبز، پال روست، و کلادیا اودرتی اشاره کرد. نت‌فلیکس در ابتدا سفارش ساخت دو فصل از این مجموعه را داده‌بود. فصل اول این سریال در ده قسمت در روز ۱۹ فوریه ۲۰۱۶ در نت‌فلیکس به اکران درآمد. فصل دوم عشق در دوازده قسمت در ۱۰ مارس ۲۰۱۷ و فصل سوم آن نیز در دوازده قسمت در ۹ مارس ۲۰۱۸ به اکران درآمد. نت‌فلیکس اعلام کرده که فصل سوم آخرین فصل عشق خواهد بود.

## فصل‌ها
| فصل | قسمت‌ها | قسمت‌ها | تاریخ اصلی پخش | تاریخ اصلی پخش |
| --- | ------ | ------ | -------------- | -------------- |
| ۱   | ۱۰     | ۱۰     | ۱۹ فوریه ۲۰۱۶  | ۱۹ فوریه ۲۰۱۶  |
| ۲   | ۱۲     | ۱۲     | ۱۰ مارس ۲۰۱۷   | ۱۰ مارس ۲۰۱۷   |
| ۳   | ۱۲     | ۱۲     | ۹ مارس ۲۰۱۸    | ۹ مارس ۲۰۱۸    |

## بازیگران

### اصلی
- جیلیان جیکوبز در نقش میکی
- پال روست در نقش گاس
- کلادیا اودرتی در نقش برتی
- مایک میچل در نقش رندی
- کریس ویتاسکی در نقش کریس (میهمان در فصل ۱–۲، اصلی در فصل ۳)

### نقش فرعی
- برت گلمن در نقش Greg Colter
- آیریس آپاتو در نقش Arya Hopkins
- بابی لی در نقش Truman
- تراسی توماس در نقش Susan Cheryl
- جردن راک در نقش Kevin
- چارلین وای در نقش Cori
- Kerri Kenney-Silver در نقش Syd
- کایل کینین در نقش Eric
- Seth Morris در نقش Evan
- میلانا واینتروب در نقش Natalie
- میدشن ایمیک در نقش Arya's character's mother
- جان روس بووی در نقش Rob
- دیو آلن (بازیگر) در نقش Allan
- دیوید اسپید در نقش Steven Hopkins
- Steve Bannos در نقش Frank
- Eddie Pepitone در نقش Eddie
- سکسن شاربینو در نقش Simone
- داون فارستر Denise Hopkins
- مارک الیور اورت در نقش Brian
- ریچ سومر در نقش Dustin
- Esther Povitsky در نقش Alexis
- لیسا دار در نقش Diane
- اندی دیک در نقش خودش
- هوریشیو سنز در نقش Jeff
- رندل پارک در نقش Tommy

### میهمان
- جس بردفورد در نقش Carl
- John Early در نقش Daniel
- Joe Mande در نقش Jeffrey
- ویل ساسو در نقش Ben
- چیس الیسون در نقش Jacob
- Stephen Boss در نقش Doobie
- John Ennis در نقش Don
- Justin Willman در نقش شعبده‌باز
- رابین تونی در نقش Waverly
- لسلی گروسمان در نقش Liz
- گراهام راجرز (هنرپیشه) در نقش Mike
- Janicza Bravo در نقش Lorna
- ساندریان هالت در نقش Jorie
- Rory Scovel در نقش Gator
- دانیل استرن (هنرپیشه) در نقش Marty Dobbs
- Nancy Youngblut در نقش Carol
- بهتره با ساول تماس بگیری در نقش Stella
- Eric Edelstein در نقش Devon Monahan
- جیسون استوارت در نقش Dr. Powell